# Margit Kaffka
Margit Kaffka (10. června 1880 Nagykároly, Rakousko-Uhersko – 1. prosince 1918 Budapešť) byla maďarská učitelka, spisovatelka, básnířka, feministka a novinářka.

## Životopis
Margit se narodila v rodině prokurátora Gyuly Kaffky (1851–1886) a Margit Urayové (1860–1934). Měla sestru Georginu (1883–1935).
Studovala v Miškolci v klášteře Milosrdných sester ze Szatmáru a poté pokračovala ve studiu v Budapešti, kde r. 1902 získala diplom pro učitelství. Vrátila se do Miškolce a vyučovala literaturu a ekonomii na dívčí škole. Zde publikovala své první spisy, básně a povídky, a stala se pravidelnou přispěvatelkou časopisu Nyugat. Přátelila se mj. s Deszö Kosztolányim, Mihály Babitsem, Dezső Szabóem (s nímž později prožila milostný románek) a Bélou Balázsem.
R. 1905 se Margit provdala za lesního inženýra Brúnó Fröhlicha (1879–1939). Následujícího roku se jim narodil syn László. V roce 1907 byl manžel přeložen na ministerstvo zemědělství. Manželství ztroskotalo a r. 1908 se rozvedli. V letech 1910–1915 působila jako učitelka v Budapešti a 18. srpna 1914 se v Szegedu provdala za Ervina Bauera (1890–1938), biologa a bratra Bély Balázse. Po vypuknutí první světové války opustila pedagogickou činnost a věnovala se výhradně psaní.
Těsně po válce se i s dvanáctiletým synem stali obětí epidemie španělské chřipky. K poslednímu odpočinku byli uloženi na hřbitově Farkasréti v Budapešti 4. prosince 1918.

### Tvorba
Endre Ady ji označil za jednu z nejvýznamnějších spisovatelek maďarské literatury. Její začátky ovlivnili nejen József Kiss z časopisu A Hét, ale podle jejího vlastního přiznání také Mihály Szabolcska.
V roce 1912 vydala svůj první (a zřejmě nejvýznamnější) román Színek és évek, který pojednává o šlechtické společnosti, jež ztratila své hodnoty, a o osudu žen na přelomu století. Její další významný román byl Hangyabolyt, v němž vzpomíná na léta strávená v klášteře.

## Dílo

### Básně
- Versek, 1903
- Kaffka Margit könyve, 1906
- Tallózó évek, 1911
- Utolszor a lyrán, 1912
- Az élet útján, 1918

### Próza
- Levelek a zárdából (povídky), 1904
- A gondolkodók és egyéb elbeszélések (povídky), 1906
- Csendes válságok (povídky), 1910
- Csonka regény és novellák (povídky), 1910
- Süppedő talajon (povídky), 1912
- Szent Ildefonso bálja (povídky), 1914
- Színek és évek (román), 1912
- Mária évei (román), 1913
- Állomások (román), 1914
- Lírai jegyzetek egy évről (povídky), 1915
- Két nyár (povídky), 1916
- Hangyaboly (román), 1917
- A révnél (povídky), 1918

### V češtině
- Cestou k městu – in: 1000 nejkrásnějších novel... č. 80; úvod František Sekanina; přeložil Karel Šarlih. Praha: J. R. Vilímek, 1915
- Barvy a léta [Színek és évek] – přeložila Magda Reinerová. Praha: SNKLHU, 1958
- Mraveniště [Hangyaboly] – přeložil Milan Navrátil; ilustroval Karel Machálek. Praha: Lidové nakladatelství, 1974